# Vierden
Vierden is een gemeente in de Duitse deelstaat Nedersaksen. De gemeente maakt deel uit van de Samtgemeinde Sittensen in het Landkreis Rotenburg (Wümme).
Vierden telt 757 inwoners.
Tot Vierden behoren ook de dorpjes Groß- en Klein-Ippensen.
- Gemeinsame Normdatei: 4811587-3
- Virtual International Authority File: 245433769

Ahausen · 
Alfstedt · 
Anderlingen · 
Basdahl · 
Bötersen · 
Bothel · 
Breddorf · 
Bremervörde · 
Brockel · 
Bülstedt · 
Deinstedt · 
Ebersdorf · 
Elsdorf · 
Farven · 
Fintel · 
Gnarrenburg · 
Groß Meckelsen · 
Gyhum · 
Hamersen · 
Hassendorf · 
Heeslingen · 
Hellwege · 
Helvesiek · 
Hemsbünde · 
Hemslingen · 
Hepstedt · 
Hipstedt · 
Horstedt · 
Kalbe · 
Kirchtimke · 
Kirchwalsede · 
Klein Meckelsen · 
Lauenbrück · 
Lengenbostel · 
Oerel · 
Ostereistedt · 
Reeßum · 
Rhade · 
Rotenburg · 
Sandbostel · 
Scheeßel · 
Seedorf · 
Selsingen · 
Sittensen · 
Sottrum · 
Stemmen · 
Tarmstedt · 
Tiste · 
Vahlde · 
Vierden · 
Visselhövede · 
Vorwerk · 
Westertimke · 
Westerwalsede · 
Wilstedt · 
Wohnste · 
Zeven